# Sadistik Exekution
A Sadistik Exekution ausztrál black/death metal együttes volt 1985-től 2004-ig. Sydney-ben alakultak. 2009-ben újra összeálltak egy koncert erejéig.

## Tagok
- Rok
- Dave Slave
- Kriss Hades
- Sloth
- Matt "Skitz" Sanders
- Sandy Vahdanni
- Steve "The Mechanik" Hoban

## Diszkográfia
- The Magus (1991)
- We Are Death... Fukk You! (1994)
- K.A.O.S. (1997)
- Fukk (2002)
- Fukk II (2004)

## Egyéb kiadványok
- Demon with Wings (kislemez, 1996)
- Sadistik Elektrokution (kislemez, 1998)